# Tesserodoniella meridionalis
Tesserodoniella meridionalis là một loài bọ cánh cứng trong họ Bọ hung (Scarabaeidae).